# Szerhij Mikolajovics Honcsar
Szerhij Mikolajovics Honcsar (ukránul: Сергій Микoлайoвич Гончар; Rivne, 1970. július 3. –) ukrán profi országúti kerékpáros, a Team Utensilnord versenyzője.